# Edgar Meister
Edgar Meister (* 21. Mai 1940 in Kassel) ist ein deutscher Politiker (SPD) und ehemaliges Vorstandsmitglied der Bundesbank.

## Ausbildung und Beruf
Nach dem Abitur, Studium der Rechtswissenschaften von 1961 bis 1966 in Marburg und dem 2. juristischen Staatsexamen im Jahr 1969 arbeitete Meister zunächst von 1970 bis 1980 bei der Bank für Gemeinwirtschaft und wechselte anschließend in den Vorstand der Deutschen Pfandbriefanstalt in Wiesbaden. Meister erhielt im November 2004 die Ehrendoktorwürde der Leuphana Universität Lüneburg (Dr. rer. pol. h. c.) verliehen und wurde im April 2006 mit dem Verdienstkreuz 1. Klasse des Verdienstordens der Bundesrepublik Deutschland ausgezeichnet.

## Politik
Meister ist Mitglied der SPD. 1991 wurde er vom damaligen Ministerpräsident Rudolf Scharping als Finanzminister in dessen Kabinett berufen. Er behielt dieses Amt bis September 1993 und wechselte zum 1. Oktober 1993 in das Direktorium der Deutschen Bundesbank und übernahm das Dezernat „Banken, Mindestreserven, Hauptkasse“. Er galt als ein entschiedener Verfechter von mehr Transparenz bei Hedgefonds. Zum 30. April 2007 wurde Meister in den Ruhestand verabschiedet. Von 1998 bis Mai 2007 war Meister Vorsitzender des Banking Supervision Committees des Europäischen Systems der Zentralbanken (ESZB). Meister ist daneben u. a. seit 2005 ehrenamtlich als Mitglied der Abschlussprüferaufsichtskommission tätig, einem Gremium, das für die öffentliche fachbezogene Aufsicht über die Wirtschaftsprüferkammer zuständig ist.

## Mitgliedschaften
Seit 3. April 2008 ist Meister Mitglied des Aufsichtsrates der DWS Investment GmbH und seit 16. Mai 2009 Aufsichtsratsmitglied der Commerzbank.